# Classe Zulu
La classe Zulu, nome in codice NATO della classe di sottomarini sovietici progetto 611, sono stati tra i primi del periodo postbellico sovietico, realizzati in numerosi esemplari anche se presto limitati dalla tecnologia relativamente ancora arretrata.